# Флаг Калязинского района
Флаг муниципального образования «Каля́зинский район» Тверской области Российской Федерации является символом общественно-исторического и административного статуса муниципального образования.
Флаг утверждён 16 июня 2000 года и внесён в Государственный геральдический регистр Российской Федерации с присвоением регистрационного номера 623.

## Описание
«Прямоугольное полотнище зелёного цвета с двумя горизонтальными, расположенными по краям, жёлтыми полосами. В центре зелёной полосы — изображение жёлтых монастырских ворот (фигуры герба Калязинского района). Ширина каждой жёлтой полосы составляет 1/7 ширины полотнища флага».
Геральдическое описание герба гласит: «В зелёном поле золотые деревянные ворота без створ, увенчанные крестом».

## Символика
В основу флага Калязинского района положен исторический герб города Калязина, Высочайше утверждённого 10 (21) октября 1780 года вместе с другими гербами городов Тверского наместничества: в верхней части щита герб Тверской, в нижней части щита «Старинныя деревянныя монастырския ворота в зелёном поле, означающия собою древность монастыря того, по которому имя своё город сей получил».
Калязинско-Троицкий (Макарьевский) монастырь — уничтоженный монастырь в городе Калязине, один из наиболее знаменитых монастырей Тверской земли.